# Allan Woodman
Allan Charles Woodman (né le 11 mars 1899 à Winnipeg au Canada — mort le 17 mars 1963 à Winnipeg) est un joueur canadien de hockey sur glace qui évoluait au poste de rover.

## Carrière
Woodman rejoint les Falcons de Winnipeg en 1919 après la Première Guerre mondiale. Il participe à la saison 1919-1920 où les Falcons remportent la Coupe Allan. Cette victoire lui permet avec son équipe de participer au premier tournoi de hockey sur glace olympique, les canadiens décidant d'envoyer l'équipe vainqueur de la Coupe Allan pour représenter leur pays plutôt qu'une sélection des meilleurs joueurs. Le Canada y remporte la première médaille d'or olympique de l'histoire du hockey sur glace.

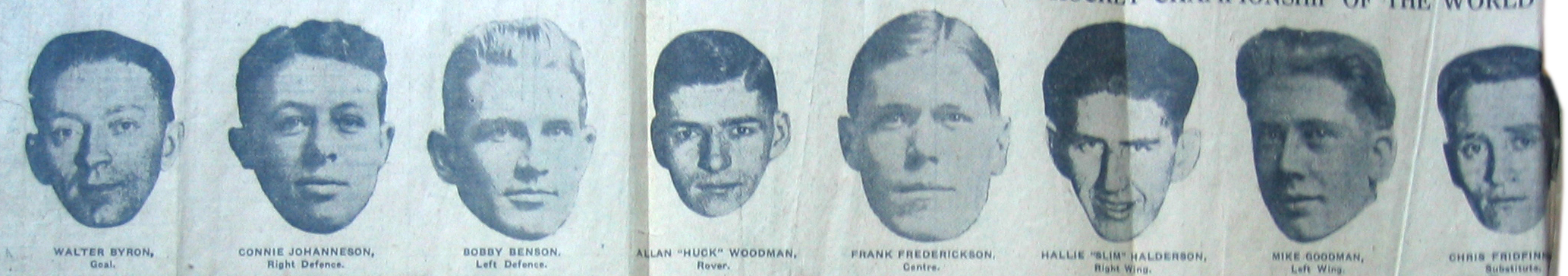
L'équipe des Falcons de Winnipeg, médaille d'or olympique en 1920.
De gauche à droite : Byron - Johannesson - Benson - Woodman - Fredrickson - Halderson - Goodman - Fridfinnson

## Statistiques aux Jeux olympiques
| Année | Équipe | Compétition     |   | PJ | B | A | Pts | Pun           |  | Résultat |
| 1920  | Canada | Jeux olympiques | 3 | 1  | 0 | 1 | 0   | Médaille d'or |  |          |

## Récompenses
- 1920 : Coupe Allan
- 1920 :  Jeux olympiques